# Mbankolo
Mbankolo est un quartier de la ville de Yaoundé, capitale du Cameroun. Il est situé dans la commune d'arrondissement de Yaoundé II.

## Historique
Mbankolo tire son origine de la grande colline Mba Nkoló(le beau Mont) qui surplombe tout le quartier. Durant l'expansion allemande, c'est sur ce mont que le célèbre chef de guerre ewondo Omgba bissogo se retirait pour planifier sa stratégie de lutte contre l'occupant allemand. Par la vue panoramique qu' offre le mont, il était facile pour le chef tribal d'être informé des mouvements des troupes ennemies.

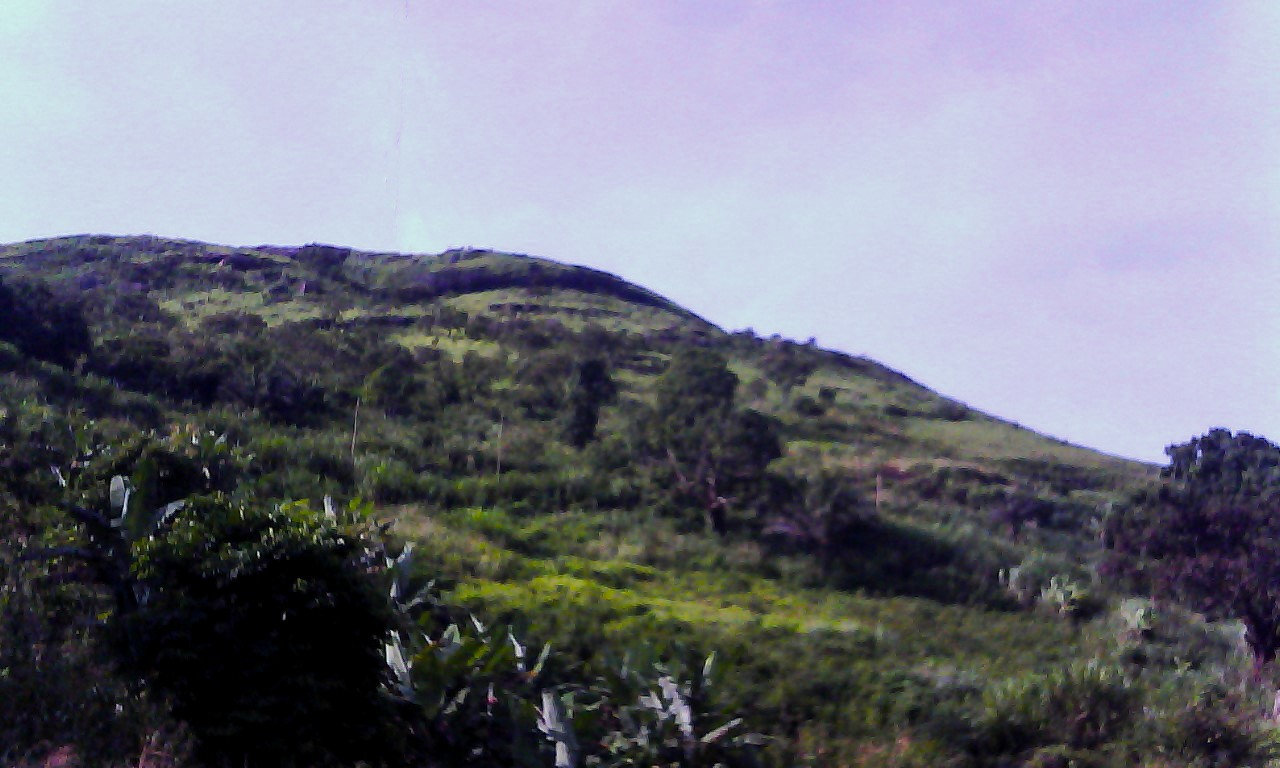
Mont Mbankolo

## Géographie
Mbankolo est situé au Nord-Ouest de la commune d'arrondissement de Yaoundé II. En son sein, se dresse le Mont Mbankolo qui culmine à 1096 m d'altitude et qui fait partie des 7 grandes collines qui entourent la ville de Yaoundé. Le quartier Mbankolo est frontalier des quartiers tels que Tsinga, Bastos et Fébé .

## Éducation
L'enseignement est assuré par les établissements scolaires :
- Institut Jean Bodi Zibi
- Collège bilingue Rosa Parks[6]
- Complexe scolaires les Cocinelles

## Sécurité
- Brigarde de Gendarmerie de Mbankolo

## Réligion
- Paroisse Saint-Raphaël et Saint-tobie[7]
- Centre national Baha'i[8]

## Santé
- Centre hospitalier mère et enfant[9]d'oliga